# Radicofani
Radicofani è un comune italiano di 1 043 abitanti della provincia di Siena in Toscana.

## Geografia fisica

### Territorio
- Classificazione sismica: zona 2 (sismicità medio-alta), Ordinanza PCM 3274 del 20/03/2003

### Clima
- Classificazione climatica: zona E, 2648 GG
- Diffusività atmosferica: alta, Ibimet CNR 2002

## Storia

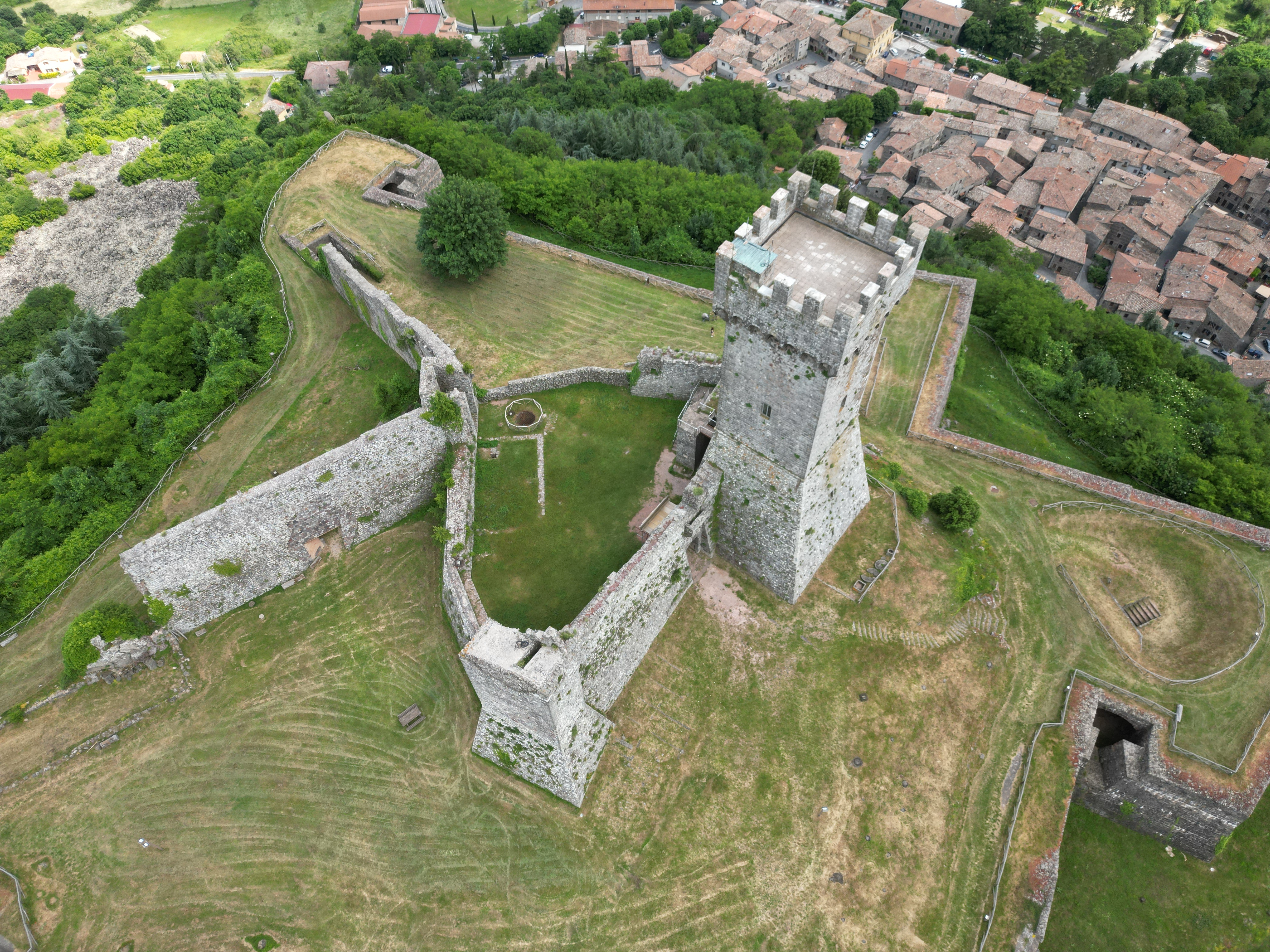
Fortezza di Radicofani

Il primo insediamento documentato risale all'anno 876 con il nome di Callemala, mentre il Castello di Radicofani è citato la prima volta nel 793 in un documento del marchese Lamberto di Ildebrando. Altre notizie storiche mostrano che nel 1028 il conte Ildebrando IV Aldobrandeschi vendette Contignano a Foscolo e Maiza, e che essi nell'anno seguente lo donarono al Monastero del SS. Salvatore del Monte Amiata. Nel 1210 con una bolla l'imperatore Ottone IV confermava il possesso all'Abbazia. Nel 1293 per la prima volta viene attestata l'esistenza della Chiesa di Santa Maria in Campo, sempre come dipendenza del monastero. Nel 1290 Ghino di Tacco ne conquistò la rocca.
Nel luglio del 1300, invece, Radicofani fu teatro di uno scontro tra l'esercito di Santa Fiora - comandato da Guido di Santa Fiora - e quelli di Siena e Orvieto - comandati da Ghirardello da Todi - nel quale morirono 400 uomini e quasi tutti i comandanti Senesi e Orvietani vennero uccisi.
Nel 1303 Contignano passa a Pietro di Ranuccio di Pepone Farnese, che nel 1313 parteggia per gli orvietani, ma nel 1339 sottomette il castello di Contignano al Comune di Siena in cambio della propria cittadinanza. Il 26 maggio 1355 i monaci di S. Salvatore, nonostante non possedessero più il castello, fecero rinnovare il Diploma di Ottone IV dall'Imperatore Carlo IV. 
Nel 1379 avvenne uno scontro armato in Contignano tra le truppe Brettoni alleate dei Farnese ed i Contignanesi che parteggiavano per i Senesi, e proprio i fieri abitanti ebbero la meglio, pagina gloriosa di questo piccolo borgo.
Il 6 agosto 1390 i Farnese vendono Contignano a Cione Salimbeni per 5000 fiorini. Il 18 marzo 1405 Cocco Salimbeni stipula la pace con Siena sottoponendogli anche le sue terre a Contignano. Nel dicembre del 1409 i contignanesi cacciano Cocco Salimbeni ed il 7 dicembre la Repubblica Senese concede autonomia e vantaggi economici al Castello.
Il 30 marzo 1501, nonostante i patti i senesi vendono le terre di Contignano, non il Castello, ad Antonio Giordani di Venafro che nel 1515, dopo una contesa con Borghese Petrucci, lascia Siena e le sue terre. Nel 1559 lo stato senese è assorbito con il trattato di Cateau-Cambrésis al Granducato di Toscana. Nel 1608 il Granduca Ferdinando I conferma l'autonomia di Contignano. Nella visita fatta da Bartolomeo Gherardini per ordine del granduca nel 1676 il castello e le terre di Contignano appartengono alla famiglia Bandinelli.
In seguito alla legge granducale, del 1777, di soppressione dei comunelli, il 1º gennaio 1778 il comune di Contignano è posto sotto la giurisdizione del comune limitrofo di Radicofani.

## Monumenti e luoghi d'interesse

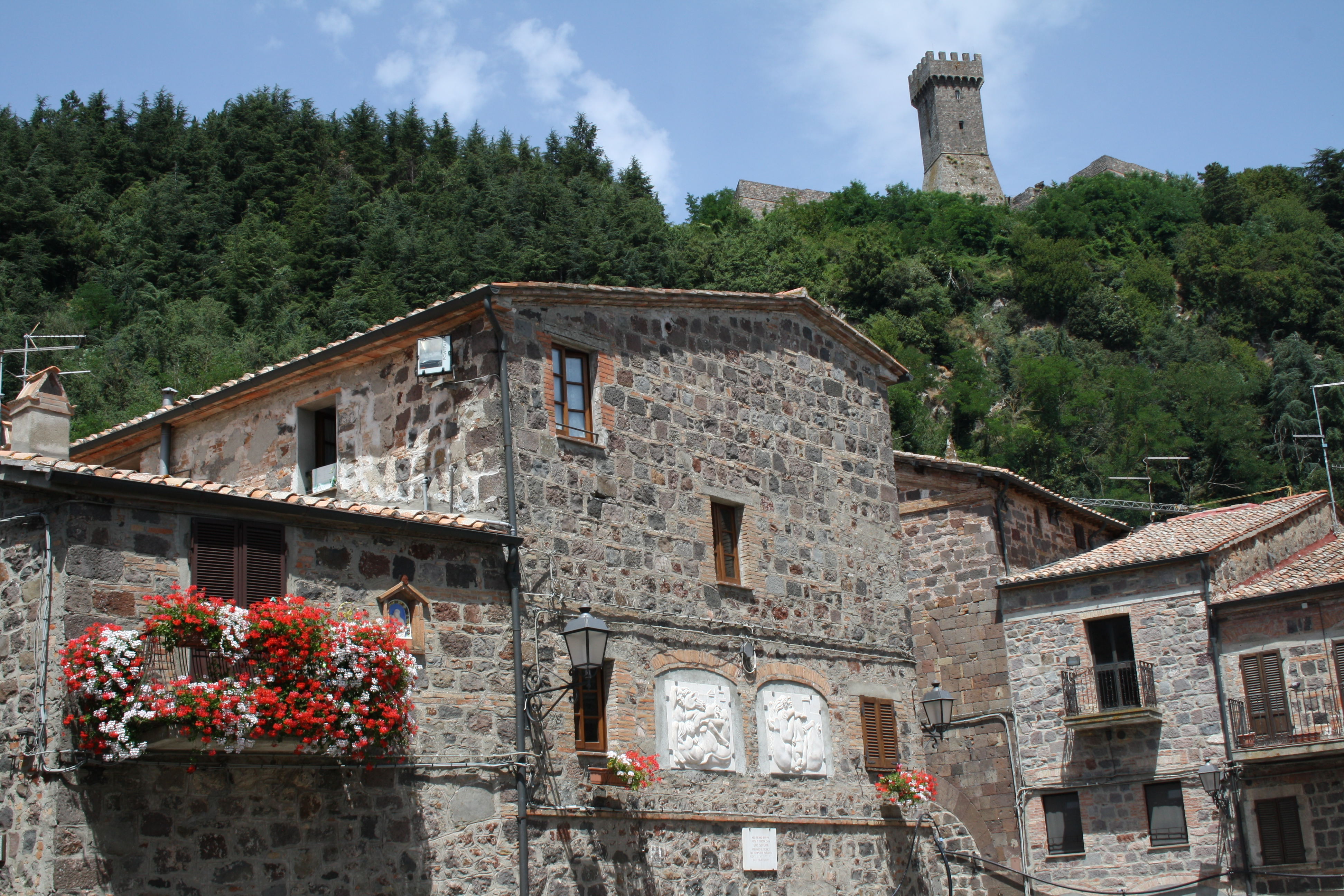
Rocca vista dal borgo.

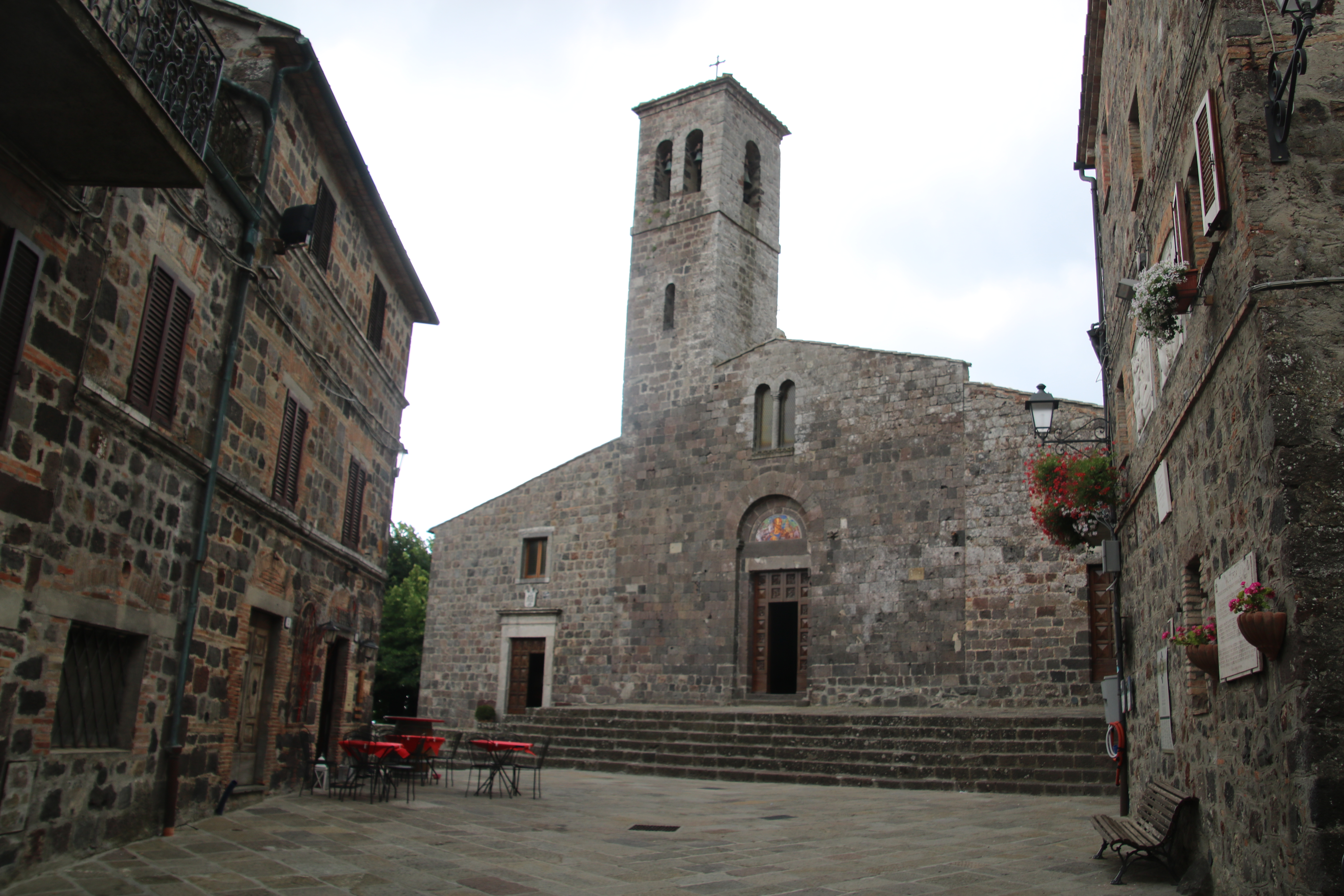
Chiesa di San Pietro

### Architetture religiose
- Chiesa di San Pietro
- Chiesa di Sant'Agata
- Chiesa della Madonna del Roccheto
- Chiesa della Madonna delle Vigne
- Chiesa di Santa Maria Assunta a Contignano
- Chiesa di Sant'Eustacchio, in località Castelvecchio

### Architetture militari
- Rocca di Radicofani, al cui interno si trova il museo del Cassero

### Aree naturali

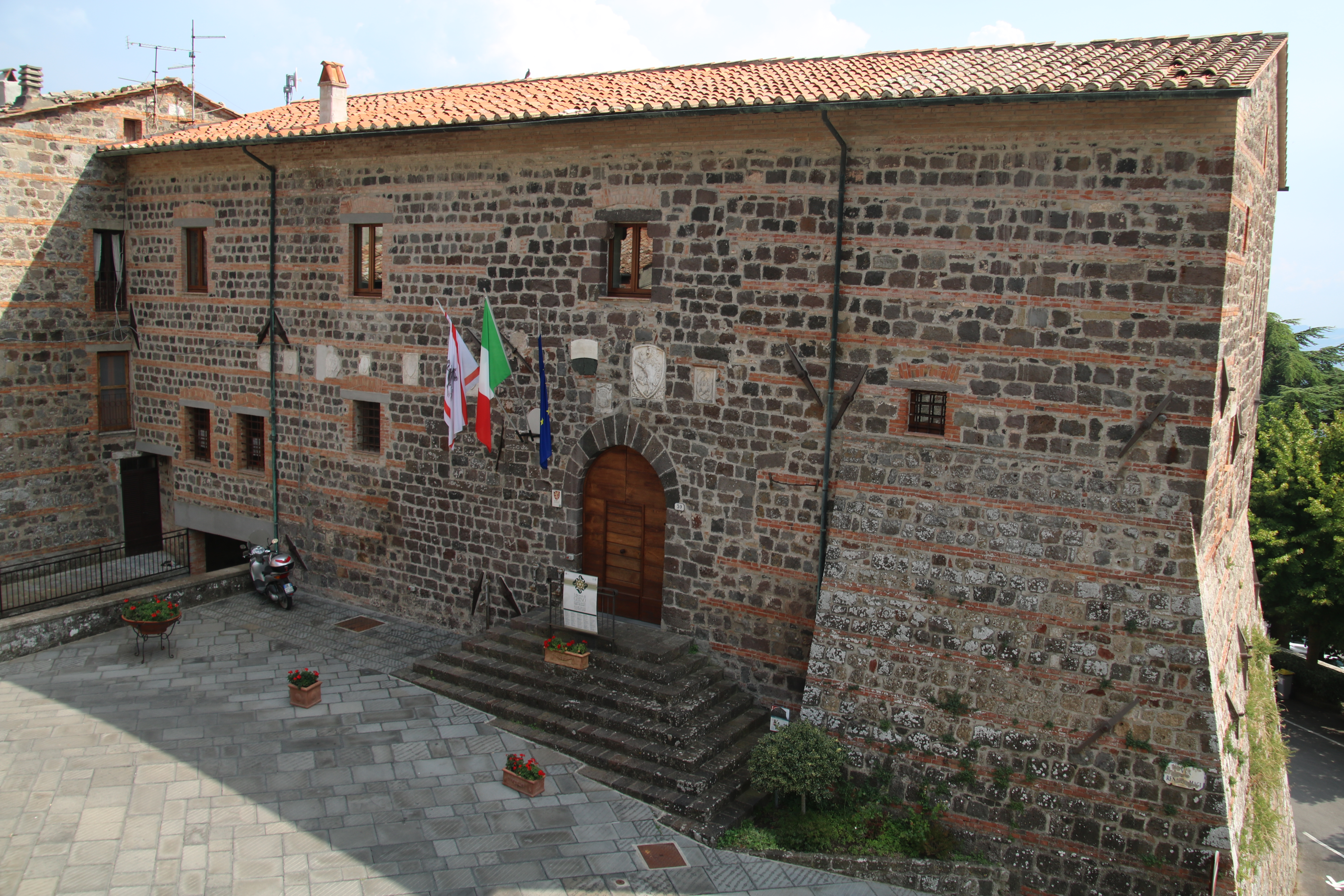
Palazzo Pretorio

- Bosco Isabella

## Società
Radicofani è stata brevemente visitata da Charles Dickens che ha lasciato alla storia le sue impressioni sul borgo nella sua opera del 1846 intitolata Pictures of Italy.

### Evoluzione demografica
Abitanti censiti

## Cultura

### Eventi

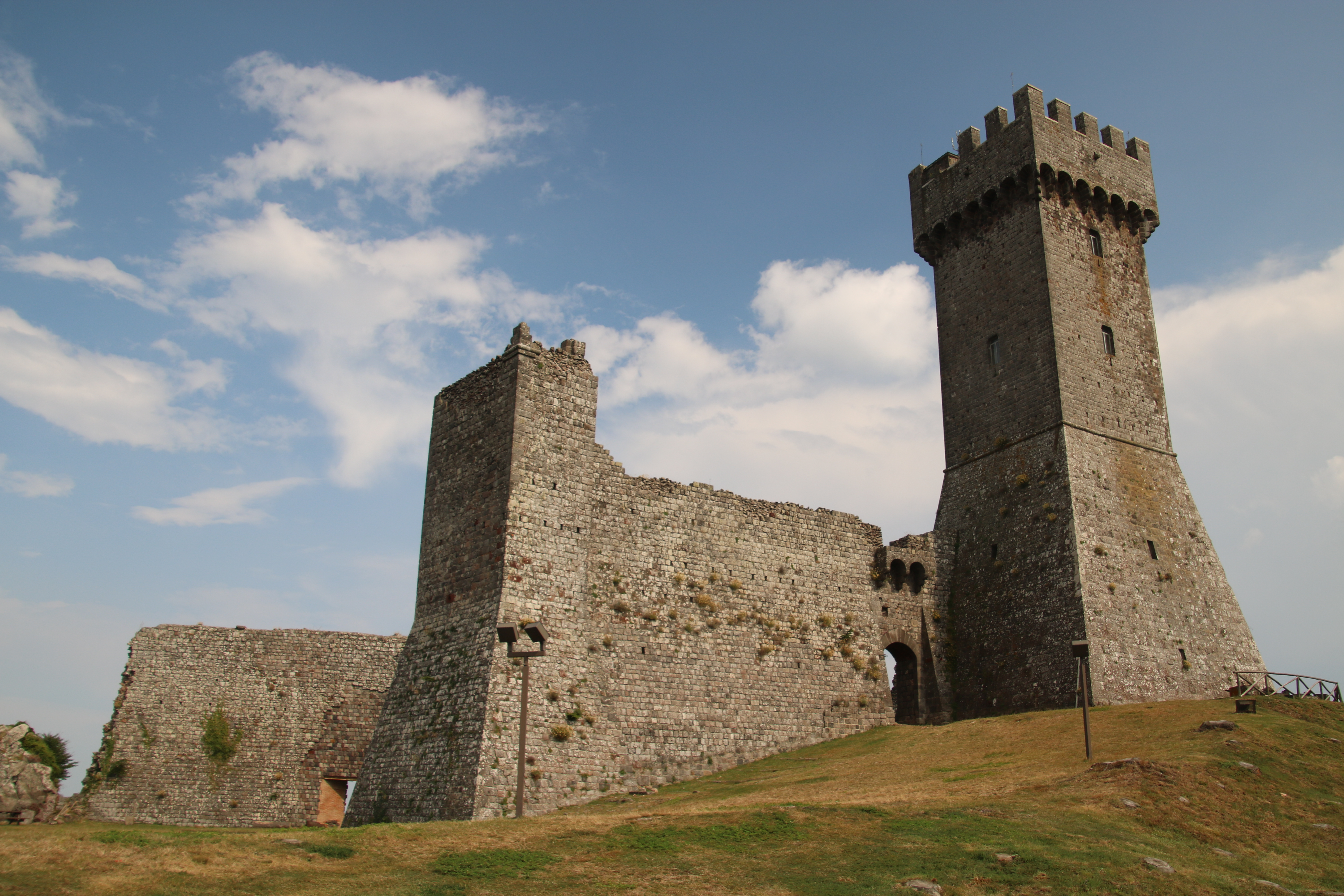
Torre della rocca

Nel corso della Settimana santa, si svolgono antichi riti e una processione. In agosto si svolge il festival "I giorni di Ghino". Eventi ricorrenti sono la festa degli antichi mestieri, a cavallo del ponte del 2 giugno e, nella prima settimana di settembre, il palio del bigonzo.

## Amministrazione
Di seguito è presentata una tabella relativa alle amministrazioni che si sono succedute in questo comune.
| Periodo        | Periodo        | Primo cittadino     | Partito                                                            | Carica  | Note  |
| -------------- | -------------- | ------------------- | ------------------------------------------------------------------ | ------- | ----- |
| 3 luglio 1985  | 9 giugno 1990  | Anna Bonsignori     | Partito Socialista Italiano                                        | Sindaco | [ 7 ] |
| 9 giugno 1990  | 24 aprile 1995 | Anna Bonsignori     | Partito Socialista Italiano                                        | Sindaco | [ 7 ] |
| 24 aprile 1995 | 14 giugno 1999 | Andrea Bonsignori   | lista civica                                                       | Sindaco | [ 7 ] |
| 14 giugno 1999 | 14 giugno 2004 | Andrea Bonsignori   | lista civica                                                       | Sindaco | [ 7 ] |
| 14 giugno 2004 | 8 giugno 2009  | Massimo Magrini     | lista civica                                                       | Sindaco | [ 7 ] |
| 8 giugno 2009  | 26 maggio 2014 | Massimo Magrini     | centro-sinistra                                                    | Sindaco | [ 7 ] |
| 26 maggio 2014 | 27 maggio 2019 | Francesco Fabbrizzi | liste civiche di centro-sinistra Per Radicofani e Contignano       | Sindaco | [ 7 ] |
| 27 maggio 2019 | in carica      | Francesco Fabbrizzi | liste civiche di centro-sinistra Oltre per Radicofani e Contignano | Sindaco | [ 7 ] |